# Kapaa
Kapaa is een plaats (census-designated place) in de Amerikaanse staat Hawaï, en valt bestuurlijk gezien onder Kauai County.

## Demografie
Bij de volkstelling in 2000 werd het aantal inwoners vastgesteld op 9472.

## Geografie
Volgens het United States Census Bureau beslaat de plaats een oppervlakte van
25,9 km², waarvan 25,3 km² land en 0,6 km² water. Kapaa ligt op ongeveer 47 m boven zeeniveau.

## Plaatsen in de nabije omgeving
De onderstaande figuur toont nabijgelegen plaatsen in een straal van 16 km rond Kapaa.